# 条約法に関するウィーン条約の締約国一覧

締約国
署名国
非締約国

この項目は、条約法に関するウィーン条約の締約国一覧である。
条約法に関するウィーン条約は、国家間の条約における国際法に関する条約である。1969年5月22日に採択されると、1969年5月23日に署名のために開放され、1980年1月27日に発効した。

## 締約国一覧
| 国                               | 署名           | 寄託           | 方法                                             |
| -------------------------------- | -------------- | -------------- | ------------------------------------------------ |
| アルバニア                       |                | 2001年6月27日  | 加入                                             |
| アルジェリア                     |                | 1988年11月8日  | 加入                                             |
| アンドラ                         |                | 2004年4月5日   | 加入                                             |
| アルゼンチン                     | 1969年5月23日  | 1972年12月5日  | 批准                                             |
| アルメニア                       |                | 2005年5月17日  | 加入                                             |
| オーストラリア                   |                | 1974年6月13日  | 加入                                             |
| オーストリア                     |                | 1979年4月30日  | 加入                                             |
| アゼルバイジャン                 |                | 2018年1月11日  | 加入                                             |
| バルバドス                       | 1969年5月23日  | 1971年6月24日  | 批准                                             |
| ベラルーシ                       |                | 1986年5月1日   | 加入（ 白ロシア・ソビエト社会主義共和国として）  |
| ベルギー                         |                | 1992年9月1日   | 加入                                             |
| ベナン                           |                | 2017年11月2日  | 加入                                             |
| ボスニア・ヘルツェゴビナ         |                | 1993年9月1日   | 継承（ ユーゴスラビアより）                      |
| ブラジル                         | 1969年5月23日  | 2009年9月25日  | 批准                                             |
| ブルガリア                       |                | 1987年4月21日  | 加入                                             |
| ブルキナファソ                   |                | 2006年5月25日  | 加入                                             |
| カメルーン                       |                | 1991年10月23日 | 加入                                             |
| カナダ                           |                | 1970年10月14日 | 加入                                             |
| 中央アフリカ共和国               |                | 1971年12月10日 | 加入                                             |
| チリ                             | 1969年5月23日  | 1981年4月9日   | 批准                                             |
| 中国                             |                | 1997年9月3日   | 加入                                             |
| コロンビア                       | 1969年5月23日  | 1985年4月10日  | 批准                                             |
| コンゴ共和国                     | 1969年5月23日  | 1982年4月12日  | 批准                                             |
| コンゴ民主共和国                 |                | 1977年7月25日  | 加入（ ザイールとして）                          |
| コスタリカ                       | 1969年5月23日  | 1996年11月22日 | 批准                                             |
| クロアチア                       |                | 1992年10月12日 | 継承（ ユーゴスラビアより）                      |
| キューバ                         |                | 1998年9月9日   | 加入                                             |
| キプロス                         |                | 1976年12月28日 | 加入                                             |
| チェコ                           |                | 1993年2月22日  | 継承（ チェコスロバキアより）                    |
| デンマーク                       | 1970年4月18日  | 1976年6月1日   | 批准                                             |
| ドミニカ共和国                   |                | 2010年4月1日   | 加入                                             |
| エクアドル                       | 1969年5月23日  | 2005年2月11日  | 批准                                             |
| エジプト                         |                | 1982年2月11日  | 加入                                             |
| エストニア                       |                | 1991年10月21日 | 加入                                             |
| フィンランド                     | 1969年5月23日  | 1977年8月19日  | 批准                                             |
| ガボン                           |                | 2004年11月5日  | 加入                                             |
| ジョージア                       |                | 1995年6月8日   | 加入                                             |
| ドイツ                           | 1970年4月30日  | 1987年7月21日  | 批准（ 西ドイツとして）                          |
| ギリシャ                         |                | 1974年10月30日 | 加入                                             |
| グアテマラ                       | 1969年5月23日  | 1997年7月21日  | 批准                                             |
| ギニア                           |                | 2005年9月16日  | 加入                                             |
| ガイアナ                         | 1969年5月23日  | 2005年9月15日  | 批准                                             |
| ハイチ                           |                | 1980年8月25日  | 加入                                             |
| バチカン                         | 1969年9月30日  | 1977年2月25日  | 批准                                             |
| ホンジュラス                     | 1969年5月23日  | 1979年9月20日  | 批准                                             |
| ハンガリー                       |                | 1987年6月19日  | 加入                                             |
| アイルランド                     |                | 2006年8月7日   | 加入                                             |
| イタリア                         | 1970年4月22日  | 1974年7月25日  | 批准                                             |
| ジャマイカ                       | 1969年5月23日  | 1970年7月28日  | 批准                                             |
| 日本                             |                | 1981年7月2日   | 加入                                             |
| カザフスタン                     |                | 1994年1月5日   | 加入                                             |
| キリバス                         |                | 2005年9月15日  | 加入                                             |
| 韓国                             | 1969年11月27日 | 1977年4月27日  | 批准                                             |
| クウェート                       |                | 1975年11月11日 | 加入                                             |
| キルギス                         |                | 1999年5月11日  | 加入                                             |
| ラオス                           |                | 1998年3月31日  | 加入                                             |
| ラトビア                         |                | 1993年5月4日   | 加入                                             |
| レソト                           |                | 1972年3月3日   | 加入                                             |
| リベリア                         | 1969年5月23日  | 1985年8月29日  | 批准                                             |
| リビア                           |                | 2008年12月22日 | 加入（ リビアとして）                            |
| リヒテンシュタイン               |                | 1990年2月8日   | 加入                                             |
| リトアニア                       |                | 1992年1月15日  | 加入                                             |
| ルクセンブルク                   | 1969年9月4日   | 2003年5月23日  | 批准                                             |
| マラウイ                         |                | 1983年8月23日  | 加入                                             |
| マレーシア                       |                | 1994年7月27日  | 加入                                             |
| モルディブ                       |                | 2005年9月14日  | 加入                                             |
| マリ                             |                | 1998年8月31日  | 加入                                             |
| マルタ                           |                | 2012年9月26日  | 加入                                             |
| モーリシャス                     |                | 1973年1月18日  | 加入                                             |
| メキシコ                         | 1969年5月23日  | 1974年9月25日  | 批准                                             |
| モルドバ                         |                | 1993年1月26日  | 加入                                             |
| モンゴル                         |                | 1988年5月16日  | 加入                                             |
| モンテネグロ                     |                | 2006年10月23日 | 継承（ セルビア・モンテネグロより）              |
| モロッコ                         | 1969年5月23日  | 1972年9月26日  | 批准                                             |
| モザンビーク                     |                | 2001年5月8日   | 加入                                             |
| ミャンマー                       |                | 1998年9月16日  | 加入                                             |
| ナウル                           |                | 1978年5月5日   | 加入                                             |
| オランダ                         |                | 1985年4月9日   | 加入                                             |
| ニュージーランド                 | 1970年4月29日  | 1971年8月4日   | 批准                                             |
| ニジェール                       |                | 1971年10月27日 | 加入                                             |
| ナイジェリア                     | 1969年5月23日  | 1969年7月31日  | 批准                                             |
| 北マケドニア共和国               |                | 1999年7月8日   | 継承（ ユーゴスラビアより）                      |
| オマーン                         |                | 1990年10月18日 | 加入                                             |
| パナマ                           |                | 1980年7月28日  | 加入                                             |
| パラグアイ                       |                | 1972年2月3日   | 加入                                             |
| ペルー                           | 1969年5月23日  | 2000年9月14日  | 批准                                             |
| フィリピン                       | 1969年5月23日  | 1972年11月15日 | 批准                                             |
| ポーランド                       |                | 1990年7月2日   | 加入                                             |
| ポルトガル                       |                | 2004年2月6日   | 加入                                             |
| ロシア                           |                | 1986年4月29日  | 加入（ ソビエト連邦として）                      |
| ルワンダ                         |                | 1980年1月3日   | 加入                                             |
| サウジアラビア                   |                | 2003年4月14日  | 加入                                             |
| セネガル                         |                | 1986年4月11日  | 加入                                             |
| セルビア                         |                | 2001年3月12日  | 継承（ ユーゴスラビアから ユーゴスラビアとして） |
| スロバキア                       |                | 1993年5月28日  | 継承（ チェコスロバキアより）                    |
| スロベニア                       |                | 1992年7月6日   | 継承（ ユーゴスラビアより）                      |
| ソロモン諸島                     |                | 1989年8月9日   | 加入                                             |
| スペイン                         |                | 1972年5月16日  | 加入                                             |
| セントビンセント・グレナディーン |                | 1999年4月27日  | 加入                                             |
| パレスチナ                       |                | 2014年4月2日   | 加入                                             |
| スーダン                         | 1969年5月23日  | 1990年4月18日  | 批准                                             |
| スリナム                         |                | 1991年1月31日  | 加入                                             |
| スウェーデン                     | 1970年4月23日  | 1975年2月4日   | 批准                                             |
| スイス                           |                | 1990年5月7日   | 加入                                             |
| シリア                           |                | 1970年10月2日  | 加入                                             |
| タジキスタン                     |                | 1996年5月6日   | 加入                                             |
| タンザニア                       |                | 1976年4月12日  | 加入                                             |
| 東ティモール                     |                | 2013年1月8日   | 加入                                             |
| トーゴ                           |                | 1979年12月28日 | 加入                                             |
| チュニジア                       |                | 1971年6月23日  | 加入                                             |
| トルクメニスタン                 |                | 1996年1月4日   | 加入                                             |
| ウクライナ                       |                | 1986年5月14日  | 加入（ ソビエト連邦として）                      |
| イギリス                         | 1970年4月20日  | 1971年6月25日  | 批准                                             |
| ウルグアイ                       | 1969年5月23日  | 1982年3月5日   | 批准                                             |
| ウズベキスタン                   |                | 1995年7月12日  | 加入                                             |
| ベトナム                         |                | 2001年10月10日 | 加入                                             |

## 未批准の署名国一覧
| 国                   | 署名          |
| -------------------- | ------------- |
| アフガニスタン       | 1969年5月23日 |
| ボリビア             | 1969年5月23日 |
| カンボジア           | 1969年5月23日 |
| コートジボワール     | 1969年7月23日 |
| エルサルバドル       | 1970年2月16日 |
| エチオピア           | 1970年4月30日 |
| ガーナ               | 1969年5月23日 |
| イラン               | 1969年5月23日 |
| ケニア               | 1969年5月23日 |
| マダガスカル         | 1969年5月23日 |
| ネパール             | 1969年5月23日 |
| パキスタン           | 1970年4月29日 |
| トリニダード・トバゴ | 1969年5月23日 |
| アメリカ             | 1970年4月24日 |
| ザンビア             | 1969年5月23日 |

一部の国に承認されている国
中華民国（台湾）は、1971年のアルバニア決議により国際連合の中国代表が中華人民共和国に代わる前に署名していた。その後、中華人民共和国は、条約に加入した際に中華民国の署名は「違法」だと述べた。
| 国       | 署名          |
| -------- | ------------- |
| 中華民国 | 1970年4月27日 |

## 非署名国
- アンゴラ
- アンティグア・バーブーダ
- バハマ
- バーレーン
- バングラデシュ
- ベリーズ
- ブータン
- ボツワナ
- ブルネイ
- ブルンジ
- カーボベルデ
- チャド
- コモロ
- ジブチ
- ドミニカ国
- 赤道ギニア
- エリトリア
- フィジー
- フランス
- ガンビア
- グレナダ
- ギニアビサウ
- アイスランド
- インド
- インドネシア
- イラク
- イスラエル
- ヨルダン
- 朝鮮民主主義人民共和国
- レバノン
- マーシャル諸島
- モーリタニア
- ミクロネシア連邦
- モナコ
- ナミビア
- ニカラグア
- ノルウェー
- パラオ
- パプアニューギニア
- カタール
- ルーマニア
- セントクリストファー・ネイビス
- セントルシア
- サモア
- サンマリノ
- サントメ・プリンシペ
- セーシェル
- シエラレオネ
- シンガポール
- ソマリア
- 南アフリカ
- 南スーダン
- スリランカ
- スワジランド
- タイ
- トンガ
- トルコ
- ツバル
- ウガンダ
- アラブ首長国連邦
- バヌアツ
- ベネズエラ
- イエメン
- ジンバブエ